# 雲南小鰾鮈
云南小鰾鮈（学名：Microphysogobio yunnanensis）为輻鰭魚綱鯉形目鲤科小鰾鮈屬的鱼类，俗名朴沙鱼。在中国，分布于元江水系等，體長可達9.9公分，屬于底栖小型鱼类。该物种的模式产地在云南元江。
其种加词 yunnanensis 意为“云南的”。